# Estonská gubernie
Estonská gubernie  (rusky Эстляндская губерния, německy Gouvernement Estland, estonsky: Eestimaa kubermang) byla gubernie Ruského impéria.
Do konce 19. století nebyla gubernie přímo spravována Ruskem, ale nezávisle místní německou šlechtou skrze „Regionální radu“ (německy Landtag) 
Gubernie byla také nazývána Estonské vévodství, což byl předchozí název území, které Rusko získalo od Švédska roku 1721  Ruští carové též užívali titul „vévody estonského“ (rusky: Князь Эстляндский). Do angličtiny byl občas překládán jako „Prince of Estonia“.
Revelská gubernie, jak byla zpočátku nazývána podle hlavního města Revelu, dnešního Tallinnu, vznikla roku 1719 na území dobytém na Švédsku ve Velké severní válce. Bývalá švédská provincie známá jako Estonské vévodství byla formálně postoupena Rusku roku 1721 Nystadskou smlouvou, která ukončila Velkou severní válku. Během následných administrativních změn došlo roku 1796 k přejmenování na Estonskou gubernii. Zatímco vláda švédských králů byla dosti liberální se značnou dávkou autonomie, poměry za ruské nadvlády byla značně utaženy a nevolnictví nebylo zrušeno do roku 1819.
Estonská gubernie sestávala ze severní části dnešního Estonska a zhruba odpovídala dnešním krajům Harjumaa, Lääne-Virumaa, Ida-Virumaa, Raplamaa, Järvamaa, Läänemaa a Hiiumaa. Jižní část dnešního Estonska náležela Livonské gubernii, zasahující sem z dnešního Lotyšska. Obě byly 30. března 1917 spojeny v jeden celek. Po Říjnové revoluci zůstala gubernie pod kontrolou Sovětů do 24. března 1918, kdy byla vyhlášena estonská nezávislost.

## Gubernátoři
- 1710–1711 Rudolph Felix Bauer

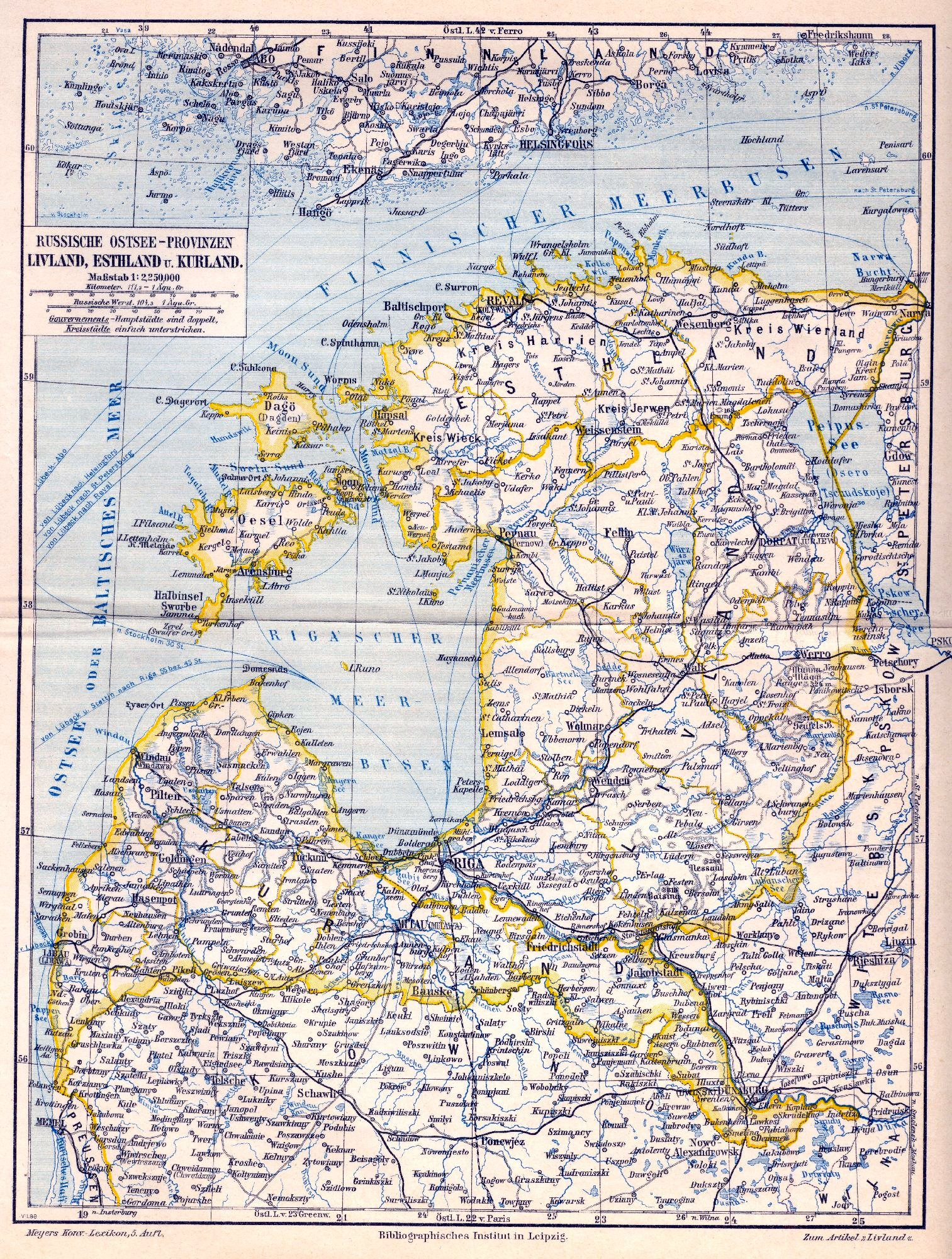
Kurlandská gubernie, Livonská gubernie, Estonská gubernie carského Ruska

- 1711–1719 Princ Aleksandr Danilovič Menšikov
- 1719–1728 Hrabě Fjodor Matvejevič Apraksin
- 1728–1736 Friedrich Baron von Löwen
- 1736–1738 Sebastian Ernst von Manstein
- 1738–1740 Gustaf Otto Douglas
- 1740–1743 Woldemar von Löwendahl
- 1743–1753 August Friedrich von Holstein-Beck (1696-1775)
- 1753–1758 Princ Vladimir Petrovič Dolgorukij
- 1758–1775 Peter August Friedrich von Holstein-Beck
- 1775–1792 Hrabě George Browne
- 1783–1786 Georg Friedrich von Grotenhielm
- 1786–1797 Heinrich Johann Baron von Wrangell
- 1797–1808 Andreas von Langell
- 1808–1809 Peter Friedrich Georg von Oldenburg (1784-1812)
- 1809–1811 neobsazeno
- 1811–1816 Paul Friedrich August von Oldenburg (1783-1853)
- 1816–1819 Berend Baron Üxküll
- 1819–1832 Gotthard Wilhelm Baron Budberg von Bönninghausen
- 1832–1833 Otto Wilhelm von Essen
- 1833–1841 Paul Friedrich von Benckendorff
- 1842–1859 Johann Christoph Engelbrecht von Grünewaldt
- 1859–1868 Wilhelm Otto Cornelius Alexander Ulrich
- 1868–1870 Michail Nikolajevič Galkin-Vraskoj
- 1870–1875 Princ Michail Valentinovič Šachovskoj-Glebov-Strešněv
- 1875–1885 Viktor Petrovič Polivanov
- 1885–1894 Princ Sergej Vladimirovič
- 1894–1902 Jefstafij Nikolajevič Skalon
- 1902–1905 Aleksej Valerianovič Bellegarde
- 1905–1906 Nikolaj Georgijevič von Bünting
- 1906–1907 Pjotr Petrovič Bašilov
- 1907–1915 Izmail Vladimirovič Korostoveč
- 1915–1917 Pjotr Vladimirovič Verjovkin